# Günther Sidl

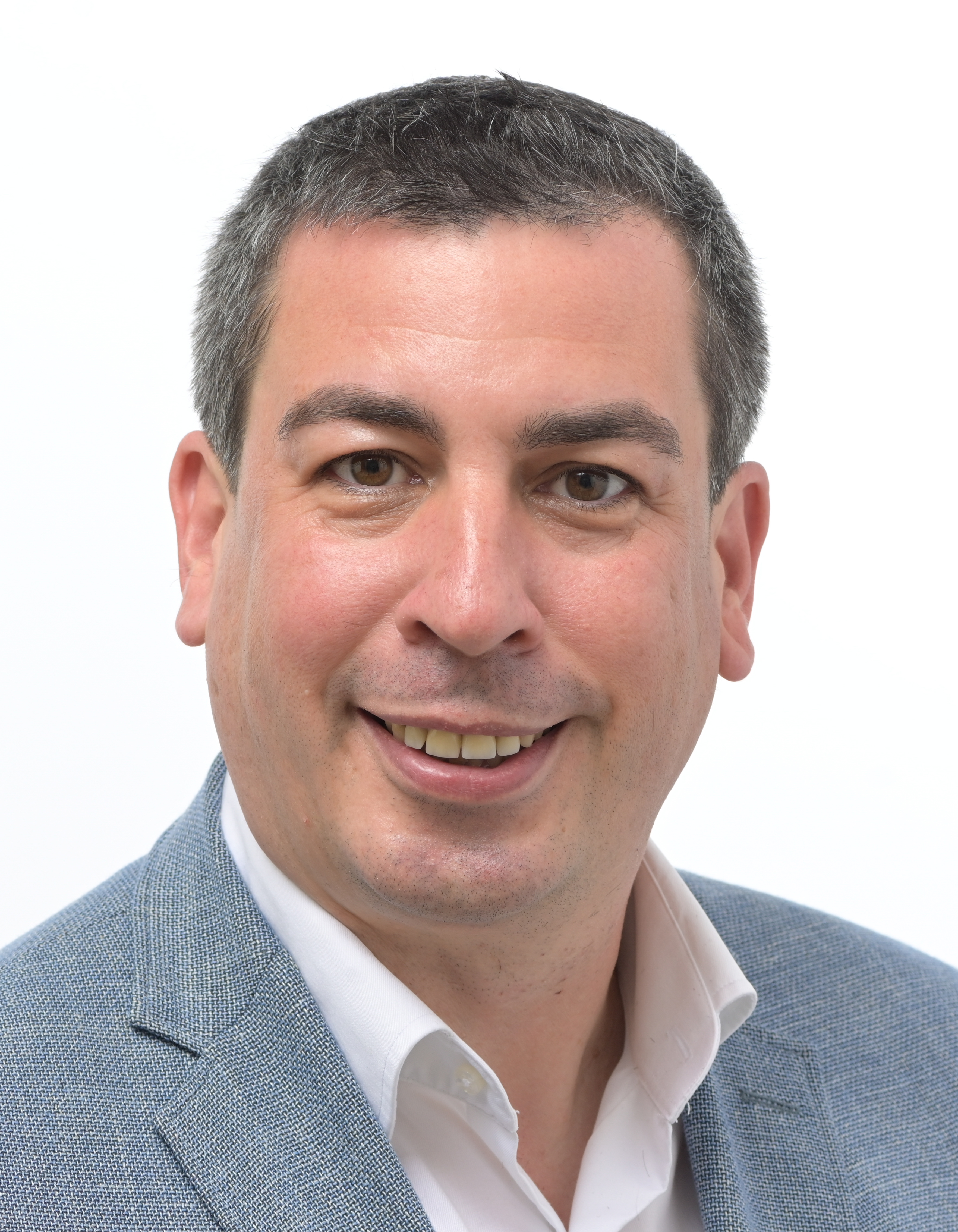
Günther Sidl (2024)

Günther Sidl (* 19. März 1975 in St. Pölten) ist ein österreichischer Politiker (SPÖ). Sidl war von 2013 bis Juni 2019 Abgeordneter zum Landtag von Niederösterreich und ist seit dem 2. Juli 2019 ist Mitglied des Europäischen Parlaments. Im Zivilberuf war er zuletzt von 2013 bis 2019 Direktor der Wiener Urania.

## Ausbildung
Sidl besuchte zwischen 1981 und 1985 die Volksschule in Petzenkirchen, wechselte danach an das Bundesrealgymnasium Wieselburg und legte schließlich 1996 die Matura ab. Er studierte Politikwissenschaft, Publizistik & Kommunikationswissenschaft. Nach seiner Sponsion zum Magister begann er ein Doktoratsstudium Politikwissenschaft. Dieses schloss er mit einer Arbeit zur Transformation der österreichischen Sozialdemokratie ab.

## Beruf
Von 1998 bis 2002 war Sidl Mitarbeiter im Aktionsbüro der SPÖ-Bundesgeschäftsstelle. Er fungierte im Anschluss als Assistent der Geschäftsführung beim Sportdachverband ASKÖ Wien und war danach Mitarbeiter im Wahlbüro von Heinz Fischer bei der Präsidentschaftswahl 2004 sowie der EU-Wahlkampagne der SPÖ 2004. Nachdem Sidl von September 2004 bis Februar 2007 als Leiter der Öffentlichkeitsarbeit (PR und Marketing) der Wiener Urania und des Planetariums Wien gearbeitet hatte, war er von März 2007 bis Dezember 2008 als Büroleiter der SPÖ-Delegationsleiterin im Europäischen Parlament Karin Scheele tätig. Er fungierte des Weiteren von Jänner 2009 bis Juni 2010 als Mitarbeiter der nunmehrigen Landesrätin Scheele und war 2010 zudem bei der Wahlkampagne für Heinz Fischer wieder bundesweit im Kampagnenbüro tätig. Nachdem Sidl als Consultant bei Public Interest Consultants GmbH gearbeitet hatte, wechselte er als Mitarbeiter in den Klub der Sozialdemokratischen Abgeordneten im NÖ-Landtag. Von 2013 bis 2019 leitete er als Direktor die Wiener Urania. 

## Politik
Nach seinen Anfängen in der Sozialistischen Jugend, wo er unter anderem als Bezirksvorsitzender und Bundeskoordinator für die Antifaschismus-Kampagne tätig war, engagierte er sich auch in der SPÖ-Bezirksorganisation Melk. 
Von 2000 bis 2011 war er stellvertretender SPÖ-Bezirksparteivorsitzender, ab 2011 geschäftsführender Vorsitzender. Im April 2012 übernahm er die Funktion des SPÖ-Bezirksvorsitzenden Melk. Bei der letzten geheimen Wahl im Rahmen der Bezirkskonferenz im Jänner 2025 wurde er als Vorsitzender sogar mit 100 Prozent Zustimmung bestätigt.
Darüber hinaus engagiert sich Sidl auch nach wie vor in seiner Heimatgemeinde Petzenkirchen. Hier war er von 2009 bis 2018 Gemeinderat und wurde bei der Gemeinderatswahl 2025 durch Vorzugsstimmen, wieder in diese Funktion gewählt.
Von 2013 bis 2019 war Sidl Abgeordneter zum niederösterreichischen Landtag und war Sprecher für Energie, Jugend, Integration, Verfassung und Wissenschaft in der sozialdemokratischen Landtagsfraktion.
Bei der Europawahl in Österreich 2019 kandidierte er für die SPÖ auf dem dritten Listenplatz. Mit der konstituierenden Sitzung des 9. Europäischen Parlaments am 2. Juli 2019 zog er als Abgeordneter ins Europäische Parlament ein und war Mitglied des Ausschusses für Umwelt, Gesundheit und Lebensmittelsicherheit sowie stellvertretendes Mitglied des Ausschusses für Industrie, Forschung und Energie. Bereits 2020, also auf dem Höhepunkt der Corona-Pandemie forderte Sidl die Einrichtung eines Sonderausschusses im EU-Parlament, um die richtigen Lehren für das Krisenmanagement und die Gesundheitsversorgung in Europa ziehen zu können, in dem er als einziger österreichischer Vertreter mitgearbeitet hat. Darüber hinaus engagierte sich Sidl im Sonderausschuss zur Bekämpfung von Krebserkrankungen, wo er sich für die stärkere Berücksichtigung von Umwelteinflüssen als Ursachen für diese Erkrankungen einsetzte.
Seit 2024 ist Günther Sidl wieder Mitglied des 10. Europäischen Parlaments. Als Spitzenkandidat der SPÖ-Niederösterreich kandidierte Sidl auf dem dritten bundesweiten Listenplatz der SPÖ und erreichte dabei mit 10.723 Vorzugsstimmen auch das drittbeste Ergebnis innerhalb seiner Partei.
Sidl ist Mitglied des Ausschusses für Umwelt, Klima und Lebensmittelsicherheit (ENVI) sowie stellvertretendes Mitglied des Ausschusses für Industrie, Forschung und Energie (ITRE). Darüber hinaus engagiert sich Sidl auch im neu gegründeten Ausschuss für öffentliche Gesundheit (SANT) als stellvertretendes Mitglied und will hier seine bisherige Arbeit für die Stärkung der öffentlichen Gesundheitssysteme sowie die bessere Verknüpfung von Umweltfaktoren und Gesundheitsthemen fortsetzen.
Zudem ist Günther Sidl unter anderem Mitglied der „Delegation in der Parlamentarischen Versammlung Euronest“ und der „Delegation im Ausschuss für parlamentarische Kooperation EU-Russland“.

## Weitere Funktionen
Sidl war von 2016 bis 2023 Landesvorsitzender des Bundes sozialdemokratischer AkademikerInnen, Intellektueller und KünstlerInnen (BSA) Niederösterreichs. Für seine Tätigkeit erhielt er die höchste Auszeichnung des BSA-NÖ, den Emanuel Bialonczyk-Preis. 
Er ist Mitglied im Landes- und Bundesvorstand des Bundes Sozialdemokratischer FreiheitskämpferInnen, Opfer des Faschismus und aktiver AntifaschistInnen. 
Günther Sidl ist im Präsidium der SPÖ-Bundesbildungsorganisation.
2023 wurde er gemeinsam mit Wolfgang Zwander Landesgeschäftsführer der SPÖ Niederösterreich. Er hat sich dazu entschieden, diese Funktion ehrenamtlich auszuüben.
Im Oktober 2024 übergab Hannes Bauer seinen Vorsitz im Zukunftsforum Österreich an Günther Sidl.